# William Morgan Butler
William Morgan Butler (29 de enero de 1861 - 29 de marzo de 1937), abogado y político estadounidense, que se desempeñó como legislador por el Estado de Massachusetts y senador de los Estados Unidos.

## Biografía
Butler nació en New Bedford, Massachusetts en donde asistió a una escuela pública y estudió leyes.  Fue admitido en el colegio de abogados estatal en 1883. Después de graduarse en el departamento de leyes de la Universidad de Boston en 1884, ejerció derecho en New Bedford hasta 1895. Fue un miembro del Edificio estatal de representantes desde 1890 hasta 1891, y formó parte del senado Estatal desde 1892 hasta 1895, sirviendo como presidente entre 1894 y 1895.  
Butler se transladó a Boston en 1895, y continuó ejerciendo derecho hasta 1912, cuando se ocupó de la fabricación de productos de algodón. Fue miembro de la comisión para revisar los estatutos de Massachusetts desde 1896 hasta 1900, y era el presidente del Comité Nacional Republicano en 1924.
El 13 de noviembre de 1924, Butler fue nombrado como Republicano del Senado de Estados Unidos para llenar la vacante causada por la muerte de Henry Cabot Lodge, sirvió desde el 13 de noviembre de 1924 al 6 de diciembre de 1926, cuando se eligió a su sucesor. Su oferta por la elección para remplazar la vacante fracasó.
Butler fue el presidente del Comité de Patentes en el 69° Congreso, y luego reasumió sus intereses por la fabricación. A partir de entonces residió en Boston hasta su muerte, siendo enterrado en el Cementerio Forest Hill.